# ITunes Festival: London 2007
iTunes Festival: Londra 2007 è un disco EP pubblicato dalla cantante inglese Amy Winehouse nel 2007; esso contiene otto tracce dell'album Back to Black (2006), registrato in una versione acustica.

## Tracce
1. Tears Dry On Their Own – 3:20
2. Back to Black – 4:07
3. Love Is a Losing Game – 2:31
4. Rehab – 3:45
5. Me & Mr. Jones – 2:50
6. You Know I'm No Good – 4:23
7. He Can Only Hold Her – 3:11
8. Monkey Man – 3:08